# Републикански път III-206
Републикански път IIІ-206 е третокласен път, част от републиканската пътна мрежа на България, преминаващ по територията на област Разград. Дължината му е 20,1 км.
Пътят се отклонява надясно при 72,3-ти км на Републикански път I-2 югоизточно от Разград. Преминава през село Пороище, изкачва източната част на Разградските височини, минава през село Студенец и се спуска в долината на река Бели Лом западно от „опашката“ на язовир "Бели Лом". След това минава през село Ловско и в североизточната част на град Лозница се съединява с Републикански път II-51 при неговия 85,1 км.
| Пътища, отклоняващи се надясно (населено място, № на пътя, посока на пътя) | Км   | Пътища, отклоняващи се наляво (посока на пътя, № на пътя, населено място) |
| -------------------------------------------------------------------------- | ---- | ------------------------------------------------------------------------- |
| Община Разград, I-2, 72,3 км →                                             | 0,0  | → 72,3 км, I-2, Община Разград                                            |
| с. Пороище                                                                 | 5    | с. Пороище                                                                |
| Община Лозница                                                             | 8,1  | Община Лозница                                                            |
|                                                                            | 9,1  | → общински път (за с. Каменар)                                            |
| (за с. Градина) общински път ←                                             | 11,7 |                                                                           |
| с. Студенец                                                                | 13,3 | → с. Студенец общински път (за с. Гороцвет)                               |
| с. Ловско                                                                  | 17,3 | → с. Ловско общински път (за с. Крояч)                                    |
| (от гр. Бяла) II-51, 85,1 км, гр. Лозница →                                | 20,1 | → гр. Лозница 85,1 км, II-51 (до 95,5 км на I-2)                          |